# Mizuhō (Schiff, 1939)
Die Mizuhō (japanisch 瑞穂) war ein Seeflugzeugträger der Kaiserlich Japanischen Marine, der im Zweiten Weltkrieg zum Einsatz kam.

## Geschichte

### Entwicklungsgeschichte
Am 22. April 1930 wurde der Londoner Flottenvertrag unterzeichnet, dieser legte gegenüber den Vertragsstaaten fest, dass das Moratorium zum Bau von Großkampfschiffen, des Washingtoner Flottenvertrags, bis 1936 verlängert würde sowie neue bzw. erweiterte qualitative wie quantitative Grenzen für Großkampfschiffe (Schlachtschiffe bzw. -kreuzer), Flugzeugträger, Kreuzer, Zerstörer und U-Boote.
Da die Kaiserlich Japanische Marine mit diesem unzufrieden war und ein Unterlegenheitsverhältnis zur amerikanischen wie auch britischen Marine bestand suchte sie nach Möglichkeiten, diesen Nachteil in der präferierten Entscheidungsschlacht zu kompensieren. Eine Möglichkeit bestand im Einsatz von Kleinst-U-Booten, welche auf dem voraussichtlichen Anmarschweg der amerikanischen Schlachtflotte durch spezielle Transportschiffe ausgesetzt werden sollten. Da der mögliche Erfolg von einer entsprechende Geheimhaltung abhing, musste die Existenz der Kleinst-U-Boote und der wirkliche Einsatzzweck seines Transportschiffes möglichst im Verborgenen bleiben.

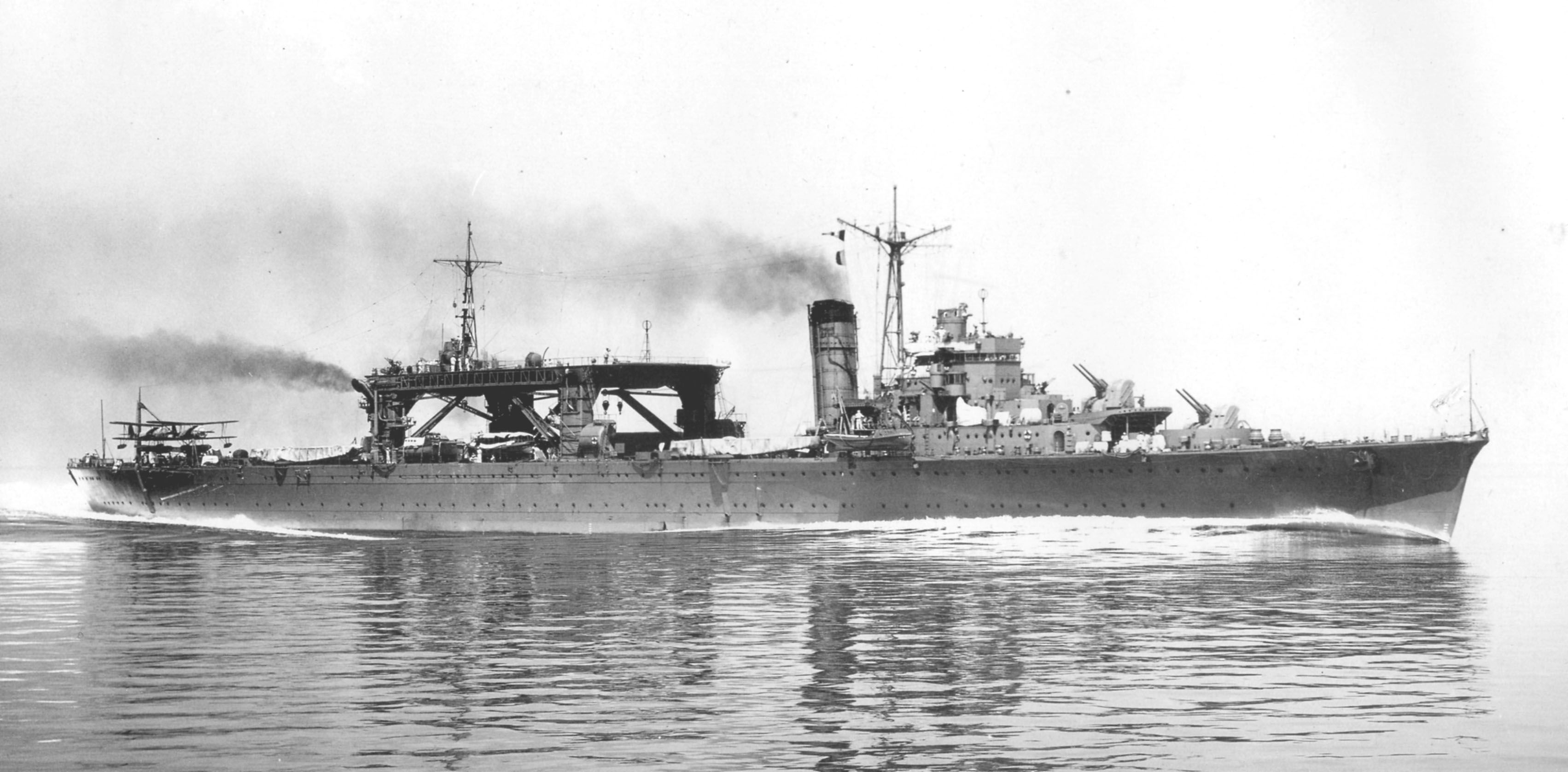
Seeflugzeugträger Chitose im Jahr 1938.

Die japanische Marine plante im Rahmen des 2. Kreis-Bauprogramms (Maru 2 Keikaku) von 1934 drei Schiffe. Dies waren die Schiffe Chitose und Chiyoda  der Chitose-Klasse, Planungsbezeichnung Seeflugzeugtender A, und die spätere Mizuhō, Planungsbezeichnung Seeflugzeugtender B.
Der Entwurf des Mizuhō basierte auf dem ihrer Vorgängerklasse. Hauptunterschiede waren neben einer leichten Verstärkung der schweren Flugabwehr, die Änderung des Antriebskonzept von Dampfkessel und Turbine auf Dieselantrieb. Dies bedeutete zwar eine Reduzierung der Geschwindigkeit, aber dafür wurde Raum gewonnen, wodurch eine Vergrößerung des Hangars möglich wurde und damit eine Erhöhung der Zahl an einsatzbereiten Flugzeugen. Des Weiteren war keine Plattform auf den vier Pylonen vorhanden, sondern je zwei von diesen waren durch Laufbrücken miteinander verbunden.

### Bau
Der Bauauftrag für die spätere Mizuhō wurde an Kawasaki vergeben. Diese legten das Schiff am 1. Mai 1937 auf ihrer Werft in Kōbe auf Kiel und der Stapellauf erfolgte ein Jahr später am 16. Mai 1938. Die Indienststellung erfolgte am 25. Februar 1939 unter dem Kommando von Kaigun-taisa (Kapitän zur See) Taijiro Aoki, welcher bereits seit dem 16. Mai 1938 als sogenannter Oberster Ausrüstungsoffizier (jap. 艤装員長, gisō inchō) mit der Baubelehrung beauftragt gewesen war.

### Untergang

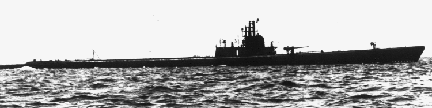
Die USS Drum im Jahr 1943.

Am 1. Mai 1942 verließ die Mizuhō den Hafen von Yokosuka in Richtung Hashira-jima. Sie wurde in der Nacht von dem amerikanischen U-Boot USS Drum etwa vierzig Seemeilen von Omaezaki gesichtet und angegriffen. Um circa 23:15 trafen zwei der vom U-Boot abgeschossene Torpedos die Mizuhō auf ihrer Backbordseite zwischen Maschinen- und Generatorraum. Beide Räume wurden geflutet, das Schiff bekam 23° Schlagseite nach Backbord, und unter Deck brach ein Feuer. Etwa um 23:19 wurde die Torpedierung gemeldet und um Hilfe ersucht.
Gegen 00:30 trafen die beiden Schweren Kreuzer Takao und Maya, welche sich ebenfalls auf dem Weg nach Hashira-jima befanden, bei dem Seeflugzeugträger ein. Sie versuchten das Schiff abzuschleppen, was aber auf Grund der Angst vor einer möglichen Explosion von Kraftstoff oder Munition, ausgelöst durch das unter Deck wütende Feuer scheiterte. Derweil war die Schräglage der Mizuhō zwar kritisch, wurde aber als stabil eingeschätzt, und um das Schiff leichter zu machen, wurde viel Material wie Möbel oder die Anker über Bord geworfen.
Gegen 2 Uhr war ersichtlich, dass trotz intensiver Bemühungen das weitere Volllaufen nicht verhindert werden konnte, worauf um 03:30 durch den Kommandanten der Befehl gegeben wurde, das Schiff zu verlassen. Um 4:15 des 2. Mai 1942 kenterte der Seeflugzeugträger auf Position 34° 46′ N, 138° 14′ O und begann über Heck zu sinken. Die Besatzung wurde von den beiden Schweren Kreuzern aufgenommen. Insgesamt verloren 101 Mann der Besatzung bei der Torpedierung und dem anschließenden Untergang ihr Leben und 31 wurden zum Teil schwer verletzt.
Die Mizuhō wurde am 20. Mai 1942 aus der Liste der Kriegsschiffe der Kaiserlich Japanischen Marine gestrichen.

## Technische Beschreibung

### Rumpf
Der Rumpf der Mizuhō, unterteilt in wasserdichte Abteilungen, wurde als Glattdecker ausgeführt und war über alles 192,5 Meter lang, 18,84 Meter breit und hatte bei einer Einsatzverdrängung von 12.345 Tonnen einen Tiefgang von 7,1 Metern.

### Antrieb
Der Antrieb erfolgte durch zwei 4-Zylinder-Dieselmotoren (Modell 11 Typ 8), mit welchen eine Gesamtleistung von 15.200 PS (11.180 kW) erreicht wurde. Diese Leistung wurde auf zwei Wellen mit je einer Schraube abgegeben. Die Höchstgeschwindigkeit betrug 22 Knoten (41 km/h) und die maximale Fahrstrecke 8.000 Seemeilen (14.816 km) bei 16 Knoten, wofür 3.600 Tonnen Kraftstoff gebunkert werden konnten.

### Bewaffnung

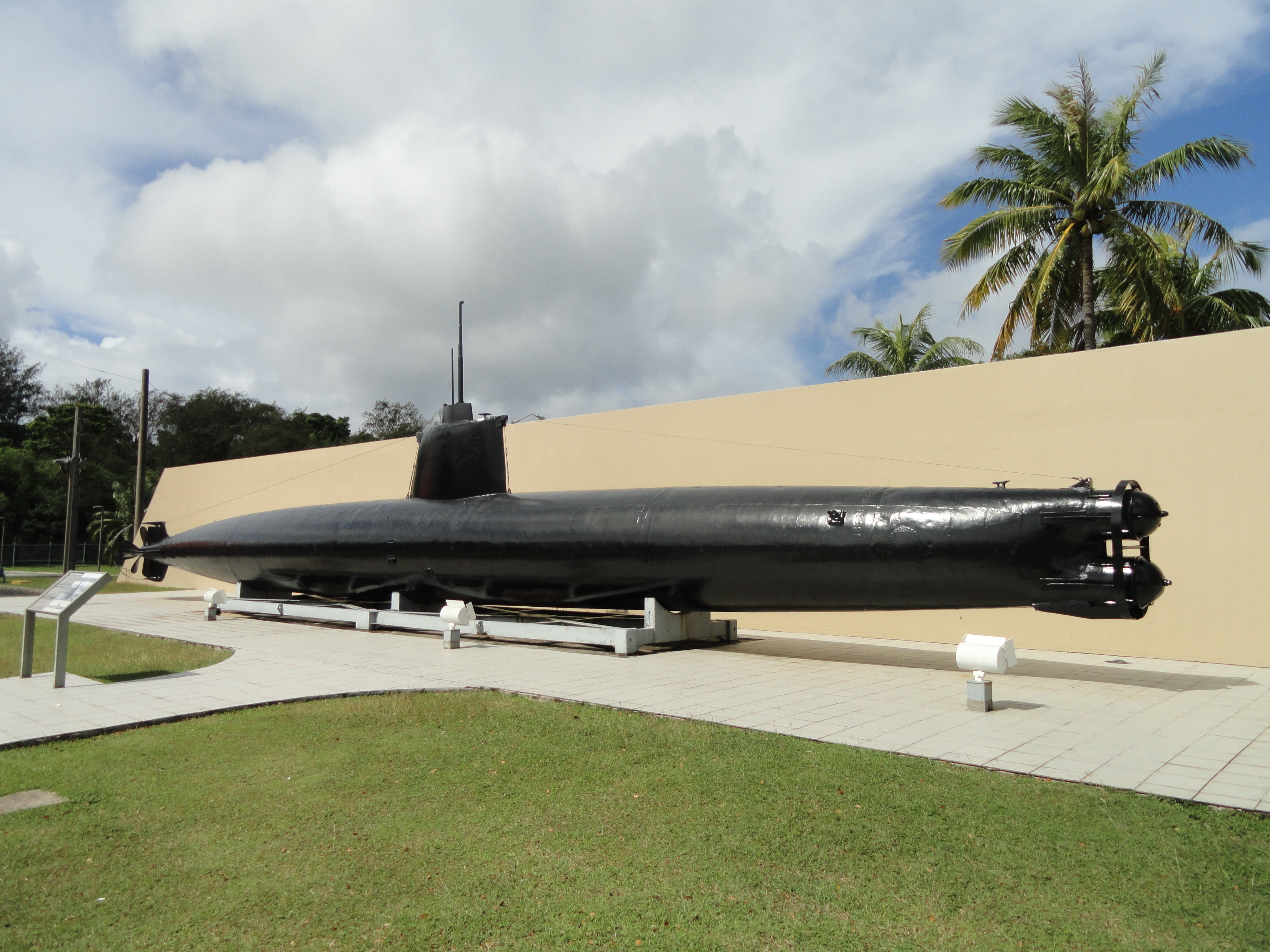
Japanisches Kleinst-U-Boot.

#### Flugabwehr
Die flugabwehrfähige Bewaffnung bestand aus sechs 12,7-cm-Geschützen mit Kaliberlänge 40 des Typ 89 in Doppellafette und zwölf 2,5-cm-Maschinenkanonen Typ 96 ebenfalls in Doppellafette.
Die 12,7-cm-Geschütze erreichten eine Kadenz von rund 8 Schuss pro Minute und die maximale Reichweite betrug etwa 9,4 Kilometer bei 75° Rohrerhöhung. Die 24,5 Tonnen schwere Doppellafette (Typ A1 Model 1) war um 360° drehbar und hatte einen Höhenrichtbereich von −7° bis +75°.
Die 2,5-cm-Maschinenkanonen verschossen im Einsatz rund 110 bis 120 Schuss pro Minute, die effektive Reichweite lag bei etwa 3 Kilometern bei 85° Rohrerhöhung. Die 1,1 Tonnen schwere Doppelfafette war um 360° drehbar und hatte einen Höhenrichtbereich von −10° bis +85°.

#### Kleinst-U-Boote
Bei Einsatz als Kleinst-U-Boot-Träger konnten bis zu zwölf Boote des Typ A (rund 24 m Länge, 46 t, zwei Mann Besatzung, zwei 45-cm-Torpedos) mitgeführt werden, welche über zwei Zugänge im Achterschiff zu Wasser gelassen wurden.

### Flugtechnische Einrichtungen

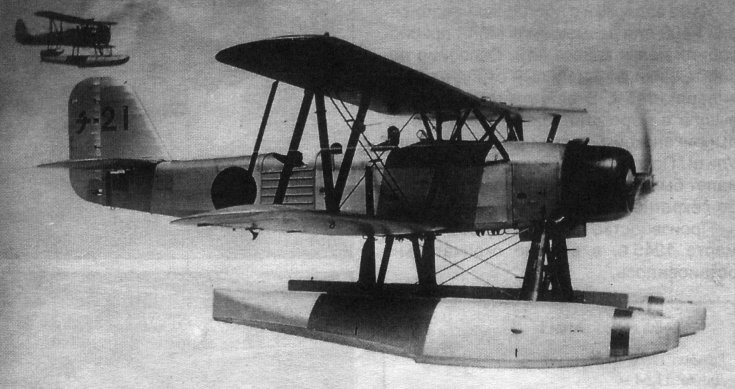
Flugzeug des Typs Kawanishi E7K im Flug.

Auf dem Schiff gab es vier Katapulte für Seeflugzeuge sowie einen großen Hangar. Die Mizuhō verfügte zudem über einen Aufzug mit den Abmessungen 12 m × 7,5 m, um Flugzeuge aus dem Schiffsinneren nach oben zu transportieren. An Bord befanden sich ferner 900 Tonnen Flugbenzin. Die Flugzeugausrüstung umfasste bis zu 24 Flugzeuge (von denen ein Großteil einsatzbereit waren und sich einige eingelagert und teils zerlegt als Reserve unter Deck befanden), darunter Schwimmermaschinen vom Typ Kawanishi E7K und Nakajima E8N.

## Besatzung
Die Besatzung der Mizuhō hatte eine Stärke von 689 Offizieren, Unteroffizieren und Mannschaften. Üblicherweise befehligte ein Stabsoffizier im Rang eines Kaigun-taisa (Kapitäns zur See) das Schiff.

### Liste der Kommandanten
| Nr. | Name                            | Beginn der Amtszeit | Ende der Amtszeit | Bemerkungen                                    |
| --- | ------------------------------- | ------------------- | ----------------- | ---------------------------------------------- |
| 1.  | Kapitän zur See Taijiro Aoki    | 25. Februar 1939    | 15. November 1939 | seit 16. Mai 1938 mit der Baubelehrung betraut |
| 2.  | Kapitän zur See Kamase Kazutari | 15. November 1939   | 15. Oktober 1940  |                                                |
| 3.  | Kapitän zur See Sumikawa Michio | 15. Oktober 1940    | 5. September 1941 |                                                |
| 4.  | Kapitän zur See Okuma Yuzuru    | 5. September 1941   | 20. Mai 1942      |                                                |